# Пономаренко, Данил Юрьевич
Данил Юрьевич Пономаренко (род. 7 сентября 1991, Кара-Балта, Чуйская область) — российский самбист, призёр чемпионатов России, бронзовый призёр чемпионата Европы, мастер спорта России международного класса. Тренировался под руководством В. Г. Стенникова и А. Н. Мельникова. Выступал в полулёгкой весовой категории (до 57 кг). Чемпион внутренних войск МВД России по самбо 2014 года.

## Спортивные результаты
- Международный турнир на призы президента Белоруссии 2015 года — ;
- Кубок России по самбо 2011 года — ;
- Кубок России по самбо 2013 года — ;
- Кубок России по самбо 2014 года — ;
- Кубок России по самбо 2018 года — ;
- Чемпионат России по самбо 2016 года — ;
- Чемпионат России по самбо 2018 года — ;
- Чемпионат России по самбо 2021 года — ;